# Rothschild Bank (Zürich)
Die Rothschild Bank AG mit Sitz in Zürich ist eine auf die Vermögensverwaltung und Anlageberatung spezialisierte Schweizer Privatbank. Sie bildet unter dem Dach der Rothschild Holding AG in Zürich den Schweizer Bankzweig der britischen N M Rothschild & Sons Limited.
Die Rothschild Bank AG wurde 1968 von Mitgliedern der britischen und französischen Rothschild-Familie gegründet und umfasst neben dem Zürcher Stammhaus verschiedene Tochtergesellschaften, Repräsentanzen und affiliierte Gesellschaft in der Schweiz und im Ausland.
Neben den klassischen Private-Banking-Dienstleistungen bilden der Wertschriften- und Devisenhandel, Lombardkredite sowie die Trust- und Firmenverwaltung ihre weiteren Aktivitäten. Die Rothschild Bank AG beschäftigt inklusive Tochtergesellschaften insgesamt 469 Mitarbeiter.
Die Bank setzt auf das Kernbankensystem von Avaloq. Der Betrieb dessen wurde an die Inventx ausgelagert.

## Eigentumsverhältnisse
Die Rothschild Bank AG befindet sich vollständig im Besitz der ebenfalls in Zürich ansässigen Rothschild Holding AG. Diese wiederum gehört zu 72,67 Prozent der Rothschilds Continuation Holdings AG in Zug, die indirekt zu rund 52 Prozent von der Rothschild & Co (bis September 2015 Paris Orléans SA) und damit von Mitgliedern der Rothschild-Familien und deren Gesellschaften kontrolliert wird. Die übrigen 27,33 Prozent an der Rothschild Holding AG verteilen sich auf die Rothschild-Familie (16,11 Prozent) und auf die Banque Privée Edmond de Rothschild SA in Genf (9,5 Prozent) sowie auf weitere Aktionäre (1,72 Prozent).